# 咸辉
咸辉（1958年3月—），甘肃定西人，中国共产党、中华人民共和国政治人物，副国级领导人。1975年3月参加工作，1976年12月加入中国共产党。中央民族学院汉语言文学系汉语言文学专业毕业，兰州大学管理学院行政管理专业博士。第十七届、十八届中共中央候补委员（2016年10月被递补為第十八届中央委员），第十九届中央委员。曾任中共甘肃省委常委、省人民政府常务副省长，中共宁夏回族自治区党委副书记、自治区人民政府主席等职务。现任十四届全国政协副主席。

## 生平

### 甘肃省
咸辉于1958年3月出生于甘肃省定西县香泉公社。高考制度恢复后，于1978年2月进入中央民族学院汉语言文学系学习。1982年，大学毕后，被分配到中共甘肃省委统战部工作，开启仕途之路。
咸辉在统战部工作25年；历任干部处干事、主任科员、副处长、处长、助理巡视员，2000年，升任省委统战部副部长，后又兼任省委老干部工作局局长；期间，于2005年3月至2006年5月，挂职担任中共兰州市委副书记。2007年3月，任甘肃省人民政府副省长；2012年4月，当选任中共甘肃省委常委，还兼任甘肃行政学院院长，省红十字会会长；2015年5月，升任甘肃省常务副省长。

### 宁夏
2016年6月30日，任中共宁夏回族自治区党委副书记。7月3日，兼任自治区人民政府代理主席。2016年9月19日，當選為自治區人民政府主席。2016年10月，在中国共产党第十八届中央委员会第六次全体会议上，被递补為中共第十八届中央委员。2018年2月，当选为第十三届全国人大代表。2022年5月9日，辞去自治区人民政府主席职务。
2022年6月24日，任第十三届全国人民代表大会华侨委员会副主任委员。2023年3月10日，咸辉在中國人民政治協商會議第十四屆全國委員會上，当选为全国政协副主席。